# 10의 48제곱
1048 또는 1극은 1044(1재)의 1만 배 되는 자연수이다. 그 1만 배의 자연수는 1052(1항하사)이다.

## 이름
- 한국어: 1극
- 단척도 (영어의 예): 원 퀸디실리언(영어: one quindecillion)
- 장척도 (영어의 예): 원 옥틸리언(영어: one octillion)
- 옛이름
  - 중수: 일양
  - 상수: 일조경

## 1048이상 1052미만의 주요 자연수

### 1048이상 1049미만
- 1,167,232,193,883,777,893,340,052,735,625,157,998,268,347,316,123: 230번째 뤼카 수.

### 1051이상 1052미만
- 8,424,432,925,592,889,329,288,197,322,308,900,672,459,420,460,792,433: n17 + 9와 (n + 1)17 + 9가 서로소가 아닌 최소의 자연수 n.